# 아리노촌
아리노촌(일본어: 有野村)은 일본 효고현 아리마군에 있던 촌이다. 현재의 고베시 기타구에 해당한다. 

## 역사
- 1889년 4월 1일 - 정촌제 시행에 수반해 3개 촌의 구역을 가지고 성립하였다.
- 1947년 3월 1일 - 고베시 효고구에 편입해, 동일 아리노촌은 폐지되었다.

## 교통

### 철도
- 고베전기철도
  - 아리마선

## 참고문헌
- 가도카와 일본지명 대사전 28권 효고현